# بحران (فیلم ۱۹۴۶)
بحران (سوئدی: Kris) فیلمی در ژانر درام به کارگردانی اینگمار برگمان است که در سال ۱۹۴۶ منتشر شد. این فیلم در سایت imdb توانسته نمره‌ی ۶/۴ را کسب کند.